# William Cowsill
William (Bill) Joseph Cowsill, Jr. (* 9. Januar 1948 in Newport, Rhode Island, USA; † 17. Februar 2006 in Kanada) war ein US-amerikanischer Musiker und Leadsänger der Band The Cowsills.

## Leben
1965 gründete er mit seinen Brüdern Barry, Bob und John in Newport, Rhode Island die Familienband The Cowsills. Später schlossen sich die Geschwister Susan und Paul sowie Mutter Barbara der Band an. Die im Stil der Beatles musizierende Gruppe wurde von MGM Records unter Vertrag genommen. Ihr größter Hit war The Rain, The Park and Other Things. Er erreichte 1967 Platz zwei der US-Charts und verkaufte mehr als eine Million Schallplatten. 1970 dienten die Cowsills als Vorlage für die US-amerikanische Fernsehserie Die Partridge Familie.
Bill Cowswill zog in den späten 1970ern nach Kanada und spielte bei den Bands Blue Northern und The Blue Shadows.
William Cowsill starb kurz nach einer Trauerfeier für seinen Bruder Barry, der in New Orleans ums Leben kam.

## Hits
- The Rain, The Park and Other things (1967)
- Hair, Titelsong (1969)